# Rudolf Kock
Rudolf Kock   (Nacka, 29 de juny de 1901 - Estocolm, 31 d'octubre de 1979), conegut com a Putte Kock, fou un futbolista, jugador d'hoquei sobre gel i de bridge suec.
Com a futbolista jugava de davanter i va competir durant les dècades de 1910 i 1920. El 1924 va prendre part en els Jocs Olímpics de París, on guanyà la medalla de bronze en la competició de futbol. Pel que fa a clubs, defensà els colors de l'AIK Solna. Amb la selecció nacional jugà 37 partits (1919 a 1925), en què marcà 17 gols.
Fou sis vegades internacional amb l'equip d'hoquei sobre gel de Suècia, amb qui marcà cinc gols i guanyà la medalla de plata al Campionat d'Europa d'hoquei sobre gel de 1922.
Una lesió al genoll l'obligà a retirar-se prematurament. Posteriorment exercí d'entrenador de futbol amb el Djurgårdens IF i la selecció nacional sueca (1943-1956). Juntament amb George Raynor, va classificar a Suècia per als Jocs Olímpics d'estiu de 1948, on van guanyar l'or, el Mundial de futbol de 1950 (bronze) i els Jocs Olímpics d'estiu de 1952 (bronze).
En retirar-se d'entrenador exercí de comentarista esportiu a la televisió sueca.